# Fond du Sac
Fond du Sac ist eine Ortschaft („Village“) auf Mauritius. Er gehört administrativ zur Village Council Area (VCA) Fond du Sac. Bei der Volkszählung 2011 hatte der Ort 5186 Einwohner.

## Geschichte
1836 wurde die Fond du Sac sugar estate, eine Zuckerplantage, durch Bellisle Vacher mit einer Fläche von 189 Arpents gegründet. Zwischen 1844 und 1870 war das Anwesen im Besitz der Brüder Félix und Théophile Lionnet bzw. deren Kinder. Die Fläche wuchs auf 477 Arpents. 1866 wurde die Zuckerfabrik geschlossen und 1870 das Land parzelliert und einzeln verkauft. Den größten Teil erwarb Francis Pitot, der damit die Belle Vue Pitot estate bildete (Belle Vue ist heute ebenfalls ein Ortsteil der Fond du Sac VCA).
Félix Lionnet war wegen seiner Grausamkeit gegenüber seinen Arbeitern und seiner Unbeherrschtheit bekannt. Am 14. Juni 1845 kam es in Port Louis zu einer Auseinandersetzung mit dem Protector of the immigrants, da er sich weigerte, sich bei der Verteilung der neuen Vertragsarbeiter anzustellen. Der Streit endete in Handgreiflichkeiten und einem Strafverfahren, dass erst beim Supreme Court seinen Abschluss fand.
1947 wurde die heutige Fond du Sac VCA gebildet. 1948 wurde eine öffentliche Schule in einem gemieteten Gebäude eingerichtet. 1953 wurde ein Schulhaus gebaut (über den Standort des Neubaus hatte man sich zuvor jahrelang gestritten).